# Khor Rori
Koordinaten: 17° 2′ N, 54° 26′ O

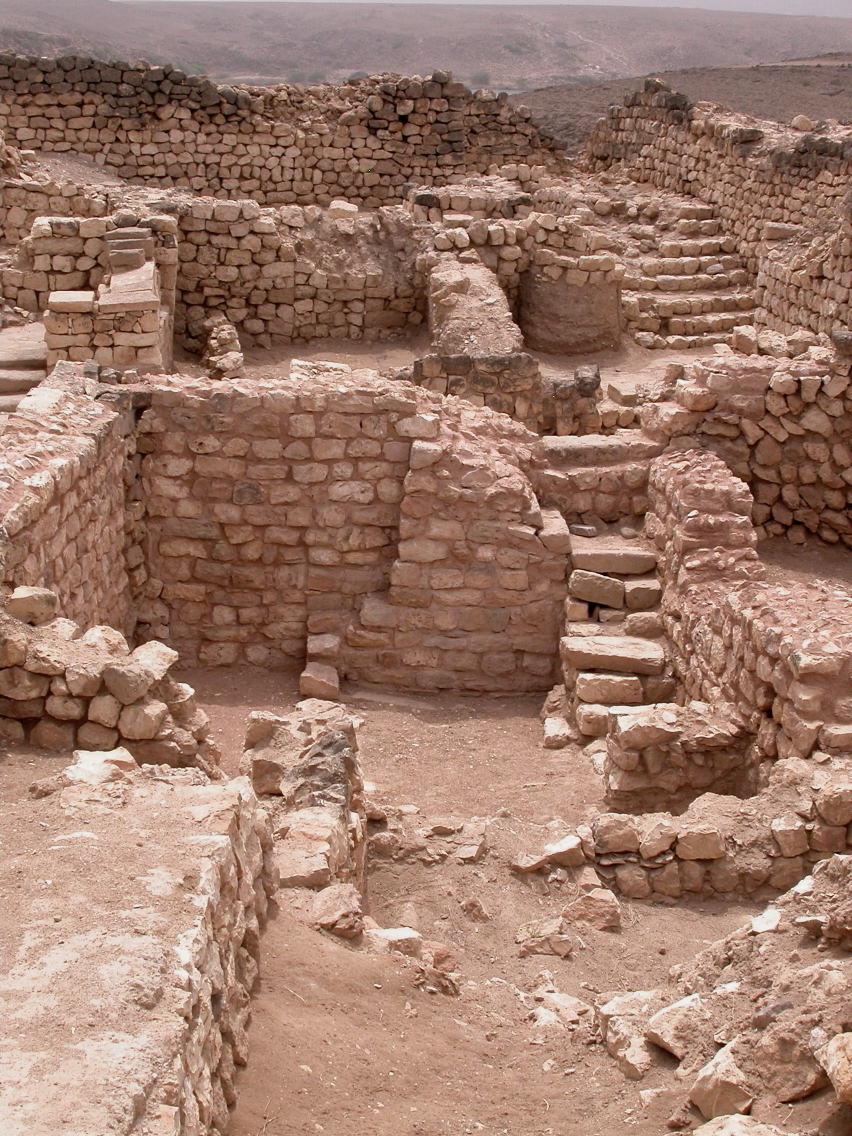
Ruinen in Khor Rori

Khor Rori (arabisch خور روري Chawr Rawrī, DMG Ḫawr Rawrī, Hadramitisch S1m(h)rm Sum(h)arum, Sum(h)uram oder ähnlich) war eine altsüdarabische Stadt in der Nähe des heutigen Khor Rori 40 km östlich von Salala in Dhofar, einer Region in Oman. Es liegt an der Mündung des Wadi Darbat in den Indischen Ozean in einer geschützten Bucht. Möglicherweise ist es mit dem im Periplus Maris Erythraei, § 32 erwähnten Hafen Moscha Limên identisch. In den 1950er Jahren unternahmen Wendell Phillips und William Foxwell Albright erste Grabungen in Khor Rori, die 1997 von einem italienischen Team unter Alessandra Avanzini wiederaufgenommen wurden und seitdem fortgesetzt wurden. Khor Rori bildet zusammen mit dem Hafen Al-Baleed, den Ruinen der Karawanen-Oase Shisr/Wubar und dem Weihrauchbaumpark des Wadi Dawkah das Kulturerbe Land des Weihrauchs, das im Jahr 2000 in die Liste des UNESCO-Welterbes aufgenommen wurde.

## Geschichte
Nach Radiokarbondatierungen und Vergleich der Keramikfunde wurde Khor Rori im 5. oder 4. Jahrhundert v. Chr. gegründet. Mehrere Bauinschriften aus der Stadt berichten, sie sei unter dem Namen Sumharum (Hadramitisch S1mhrm) von Bewohnern der hadramitischen Hauptstadt Schabwat auf Befehl des Königs Il'adh Yalit gegründet. Als östlichster Außenposten des altsüdarabischen Reiches Hadramaut diente Khor Rori vermutlich als Zwischenstation auf der Handelsroute zwischen Arabien und Indien und zur Verschiffung des in Dhofar gewonnenen Weihrauches. Die letzten Funde datieren aus dem frühen 5. Jahrhundert n. Chr., danach scheint Khor Rori aufgelassen worden zu sein.

## Architektur
Die antike Stadt von Khor Rori liegt auf einer Anhöhe über dem Hafen und war doppelt ummauert. Im Innern befanden sich verschiedene Tempel, Werkstätten, Lagerhäuser und Wohngebäude. Außerhalb der Stadtmauern wurde ein weiterer Tempel, landwirtschaftliche Gebäude sowie ein Gräberfeld gefunden.
Siehe hierzu den Artikelabschnitt: Architekturgeschichte Südarabien